# Кхаммам
Кхаммаметт, Кхаммам (англ. Khammam) — город в индийском штате Телангана. Административный центр округа Кхаммам. Средняя высота над уровнем моря — 106 метров. По данным всеиндийской переписи 2001 года, в городе проживало 158 022 человека, из которых мужчины составляли 51 %, женщины — соответственно 49 %. Уровень грамотности взрослого населения составлял 72 % (при общеиндийском показателе 59,5 %). Уровень грамотности среди мужчин составлял 78 %, среди женщин — 66 %. 11 % населения было моложе 6 лет.